# Centrum Badań Wschodnich w Olsztynie
Centrum Badań Wschodnich – powołana 24 stycznia 2008 roku w Olsztynie placówka naukowa, która ma za zadanie zajmować się m.in. doradzaniem samorządowi województwa w kontaktach polsko-rosyjsko-litewskich. Centrum funkcjonuje przy istniejącym od lat w Olsztynie Ośrodku Badań Naukowych. W skład Rady Programowej Centrum weszli naukowcy z Olsztyna, Warszawy, Wrocławia, Krakowa, a także Wilna. Posiedzenia ścisłego zespołu CBW, w skład którego wchodzą naukowcy i pracownicy samorządu województwa warmińsko-mazurskiego mają się odbywać co tydzień, natomiast Rada Programowa, w zależności od potrzeb, ma się spotykać raz-dwa razy w roku.
Stworzone w Olsztynie CBW to pierwsza tego typu jednostka naukowa w tej części kraju. Ma zajmować się badaniami kultury, nauki, gospodarki, polityki oraz stosunków narodowościowych i współpracy międzynarodowej na obszarze byłego Związku Radzieckiego. Centrum będzie także odpowiedzialne za przygotowanie ekspertyz dla zarządu województwa.